# 甲南町森尻
甲南町森尻（こうなんちょうもりしり）は、滋賀県甲賀市にある地名。

## 地理
甲賀市甲南町の北部に位置し、東・南は甲南町深川・甲南町深川市場、西は甲南町杉谷・甲南町市原・水口町杣中、北は甲南町宝木・水口町虫生野に接する。昭和40年代から丘陵地が開発され、新興住宅地の耕心地区が形成され、後に行政区として独立した。1890年（明治23年）に関西鉄道（現在のJR草津線）が貫通。東端を東西に滋賀県道128号杉谷嶬峨線が通じ、杣川に矢川橋と杣川大橋が架かる。

## 歴史
奈良時代に甲賀杣から刈り出された材木を集積し琵琶湖へ下す矢川津のあった場所と考えられる。北部の水田にはかつての条里制地割がみられ、「九ノ坪」、「十七」等、条里坪付が由来の小字が伝えられる。
地名は矢川神社の森の外れに位置することにちなみ、平安時代の保安年間に鳥羽上皇が広隆寺（京都太秦）に寄進した森尻荘としてみえる。1585年の甲賀ゆれと水口岡山城築城によりその支配下に入ったと考えられる。天保13年（1842年）10月に発生した農民一揆（甲賀騒動）では、地域の百姓が矢川神社に集結した。その150年ほど後にあたる1991年、矢川橋東詰に天保義民メモリアルパークが整備された。江戸時代後期に京都から技術移転され、全国的なシェアを得た前挽鋸の製造拠点であり、「近江甲賀の前挽鋸製造用具及び製品」が国の重要有形民俗文化財に指定されている。

## 世帯数と人口
2019年（令和元年）9月30日現在の世帯数と人口は以下の通りである。
| 町丁       | 世帯数 | 人口  |
| ---------- | ------ | ----- |
| 甲南町森尻 | 74世帯 | 202人 |

## 学区
市立小・中学校に通う場合、学区は以下の通りとなる。
| 番・番地等 | 小学校                 | 中学校             |
| ---------- | ---------------------- | ------------------ |
| 全域       | 甲賀市立甲南第一小学校 | 甲賀市立甲南中学校 |

## 交通
- 滋賀県道128号杉谷嶬峨線

## 施設
- 矢川神社
- 屋船神社
- 森尻準提堂
- 甲賀市立かえで会館
- 千町井水（千丈井水） - 中世に開削され現在も使用される全長5.2kmの用水路。寺庄で取水し、葛木、深川、森尻、宝木、虫生野を結ぶ[8][9]。

## その他

### 日本郵便
- 郵便番号 : 520-3324[3]（集配局：甲南郵便局[10]）